# 天然状態
生化学では、タンパク質または核酸の天然状態（てんねんじょうたい、英: native state、ネイティブ状態とも）は、適切に折り畳まれた、かつ (または) 操作的で機能的に組み立てられた形態である。生体分子の天然状態は、4つのレベルの生体分子の構造すべてを持っている可能性があり、共有結合した骨格に沿った弱い相互作用から、二次構造から四次構造までが形成される。これは、こうした弱い相互作用が破壊され、こうした形態の構造が失われ、生体分子の一次構造のみが保持された「変性状態」とは対照的である。
冶金学では、別の使用方法として、天然状態は、自然界で化学的に結合していない金属を指す。

## 生化学

### タンパク質
すべてのタンパク質分子は、アミノ酸の単純な分岐していない鎖から始まるが、一度完成すると非常に特異的な三次元形状になる。三次構造として知られるその究極的な形状は、最小限の自由エネルギーを持つ折り畳まれた形状である。タンパク質が生物学的機能を発揮できるのは、タンパク質が折り畳まれてい三次構造を持っていることによる。実際、タンパク質の形状変化は、プリオンやアミロイドによって引き起こされるいくつかの神経変性疾患の主な原因となっている。(狂牛病、クールー病、クロイツフェルト・ヤコブ病など) 
多くの酵素やその他の非構造的タンパク質は、複数の天然状態を持ち、これらの状態間を遷移することで動作または制御される。しかし「天然状態」は、通常、適切に折り畳まれたタンパク質を、変性したものや折り畳まれていないものを区別するために単数形で使用される。他の文脈では、タンパク質の折り畳まれた形状は、ほとんどの場合、その本来の「コンホメーション」または「構造」と呼ばれる。
多くのタンパク質は変性すると不溶性になるため、折り畳まれたタンパク質と折り畳まれていないタンパク質は、その水溶性によって容易に区別することができる。天然状態のタンパク質は、二次構造が明らかにされており、それを円二色性および核磁気共鳴 (NMR) によって分光学的に検出することができる。
タンパク質の天然状態は、とりわけNMRで測定された距離によって、モルテングロビュールと区別することができる。タンパク質の配列の中では、アミノ酸の配列が大きく離れていても、安定に折り畳まれた状態では、アミノ酸同士が触れ合ったり、非常に近くに接近したりすることがある。一方、モルテングロビュールでは、その時間平均距離が大きくなる傾向がある。
タンパク質を最初から作ろうとすると、真の天然状態の製品ではなく、モルテングロビュールができてしまうため、天然状態のタンパク質がどのようにして製造されるのかを学ぶことは重要である。そのため、タンパク質工学においては、天然状態の理解が非常に重要である。

### 核酸
核酸は、塩基対を介して天然状態になるが、それよりも少ない程度ではあるものの、同軸的スタッキングなどの他の相互作用によっても天然状態になる。生物学的DNAは通常、クロマチン中のタンパク質と結合した長い直線状の二重らせんとして存在し、tRNAなどの生物学的RNAは、折り畳まれたタンパク質に近い複雑な天然構造を形成していることがよくある。さらに、DNAナノテクノロジーで使用される人工核酸構造は、複数の核酸鎖が単一の複合体に組み合わされた特定の天然構成を持つように設計されている。場合によっては、生物学的DNAの天然状態は、他の調節ユニットによって制御されることなく機能を実行する。

## 冶金学
金属に関して: 天然状態 (英: native state) という用語は、自然界で化学的に結合していない状態で発見された金属を指す。地球の地殻でほとんどの使用可能な金属鉱石は酸化物または硫化物であり、そのため精製された金属の特性を示さない。しかし、場合によっては、金属が未結合の金属の形で、さまざまな純度で見つかることがある。これらの「金属として発見された金属」は「天然状態」であると呼ばれる。例えば自然銅がある。